# Quetzalcoatlus
A Quetzalcoatlus a hüllők (Reptilia) osztályának pteroszauruszok (Pterosauria) rendjébe, ezen belül a Pterodactyloidea alrendjébe és az Azhdarchidae családjába tartozó nem.

## Tudnivalók

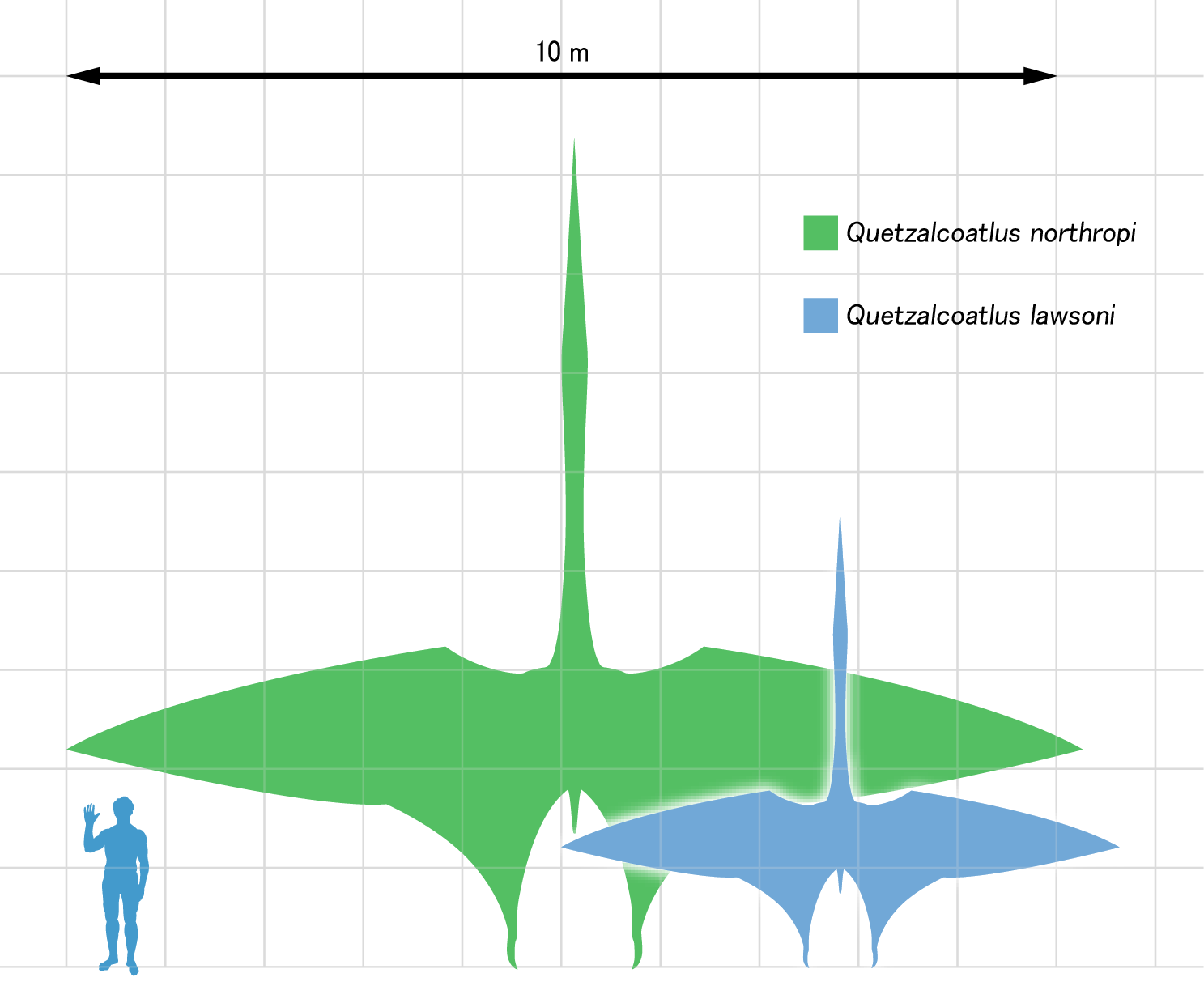
A Quetzalcoatlus és az ember méretének összehasonlítása

A Quetzalcoatlus 68–66 millió évvel ezelőtt élt, a késő kréta korban, annak is a végén, a maastrichti korszakban.
A Quetzalcoatlus egy hatalmas pteroszaurusz volt, szárnyfesztávolsága elérte a 10–11 métert. E mérettel a Quetzalcoatlus volt - a Hatzegopteryx mellett - a valaha élt legnagyobb röpképes állat. Az utolsó pteroszauruszok közé tartozik, amelyek megérték a kréta kor végét. A Quetzalcoatlus nevet az azték tollaskígyó istenről kapta, melynek neve Quetzalcōātl. A nevet felfedezője, Douglas Lawson adta. Az állatot a texasi Big Bend National Parkban fedezte fel az őslénykutató.
Annak ellenére, hogy mérete óriási, a csontváza könnyű felépítésű volt, testtömege legfeljebb 200–250 kilogramm lehetett. A nyaka nagyon hosszú volt. Keskeny állkapcsában nem voltak fogak, és feje tetején egy csontos taréj ült. Eltérően a többi pteroszaurusztól, a Quetzalcoatlus-maradványokat nem a tengeri rétegben találták meg, hanem a szárazföld belsejében lévő ősi folyók medrében. Ez megkérdőjelezi az addig feltételezett életmódját.
A Quetzalcoatlus képes volt megtenni nagy távolságokat anélkül, hogy vernie kelljen a szárnyával. Ennek a képességének és hosszú nyakának köszönhetően úgy élhetett, mint a mai keselyűk. Táplálékául szolgálhattak az elhullott dinoszauruszok. Mások szerint a hosszú, keskeny állkapocs alkalmas volt a fejlábúak és a rákok felkutatásában. A harmadik változat szerint a Quetzalcoatlus közel repült a meleg, sekély tengerek felszínéhez halak után kutatva. Ezt az elképzelést azonban elvetették, miután kiderült, a vizet hasító csőr túl nagy ellenállásba ütközött volna, ami nagy megterhelést jelentett volna.
Az utóbbi idők kutatásai azonban egy új elméletnek adtak teret. E szerint az állat négy (rokonaihoz képest hosszú és arányos) lábán közlekedve, gólya módjára apróbb állatokat kapott fel a földről. Mint kiderült, a Quetzalcoatlus végtagjai igen alkalmasak voltak a földön való közlekedésre, és igen ügyesen mozgott a talajon. Egyre inkább kezd elterjedni az az elképzelés, miszerint a Quetzalcoatlus a talajon járva, fejét a magasba emelve egy ragadozó zsiráf látszatát keltette.

## Popkulturális hatás
Felfedezése óta a Quetzalcoatlus minden őslényekkel foglalkozó könyvben a valaha volt legnagyobb pteroszauruszként volt leírva. Könyvek mellett szerepelt számos TV-műsorban és néhány filmben is.
Az 1986-os On the Wing című IMAX dokumentumfilm a Quetzalcoatlus repülési képességeit szemlélteti modellek használatán át.
A BBC természetfilm, a Dinoszauruszok, a Föld urai (Walking with Dinosaurs) utolsó epizódjában rövid időre feltűnik egy példány. Kinézete számos hibát tartalmaz, lévén ugyanazt a CGI modellt használta, mint egy másik pteroszaurusz, az Ornithocheirus. Tévesen halászként mutatják be, és gubbasztó testtartásban látjuk, nem kiegyenesedve. Továbbá fogai is vannak.
Az amerikai készítésű Dinoszauruszok, az ősvilág urai (When Dinosaurs Roamed America), Dinoszauruszok bolygója (Dinosaur Planet), Armageddon állati módra (Animal Armageddon) és A dinoszauruszok csatája (Clash of the Dinosaurs) is szerepeltetik, és modernebb elképzeléseket alkalmaznak, noha a legtöbbjük még mindig hüllőpikkelyekkel, nem pedig szőrzettel ábrázolja.
Az utóbbi sorozat inkább szórakoztató, semmint oktató jelleggel ruházta fel az ibolyántúli sugárzás fény látásának képességével, amellyel a levegőből kiszemelhette a dinoszauruszok vizeletét. Számos paleontológus felháborodással fogadta ezt az állítást, a műsor egyéb hiányosságaival egyetemben.